# Edwin Tully Newton
Edwin Tulley (Tully) Newton (mayo 1872 - 28 de enero de 1930) fue un naturalista, algólogo, y paleontólogo inglés.

## Biografía
Trabajó inicialmente en artesanías, pero fue capaz de asistir a las clases magistrales de Thomas Henry Huxley, y en 1865 fue designado como su ayudante. En 1882 se convirtió en paleontólogo del "Geologic Survey", una posición que mantuvo hasta 1905. Sus primeros trabajos incluyeron seccionamiento microscópico de carbón y estudios notables sobre cerebros de cucarachas.
Más tarde realizó trabajos en peces fósiles Chimaeriformes.

## Algunas publicaciones
- Figures and Descriptions Illustrative of British Organic Remains: Monograph[s. Issues 1-2.] Con Thomas Henry Huxley, John William Salter. Ed. H.M. Stationery Office, 78 p. 1859

- On the Preparation of Microscopic Sections of Soft Tissues, 6 p. 1874

- On "Tasmanite" and Australian "white Coal", 342 p. 1875

- An Introduction to Animal Physiology, with Directions for Practical Work. Murby's 'Sci. and art dept.' ser. of text-books. 3ª ed. de Thomas Murby, 180 p. 1876

- Cretaceous Chimaeroid Fishes. Ed. H.M. Stationery Office. 62 p. 1878

- A Catalogue of the Cretaceous Fossils in the Museum of Practical Geology. Ed. H.M. Stationery Office, 124 p. 1878

- The Verbetrata of the Forest Bed Series of Norfolk and Suffolk, 137 p. 1882

- On the Brain of the Cockroach, Blatta Orientalis. H.M. Geological survey v. XIX. New series, 356 p. 1882

- On the Occurrence of the Cave Hyæna in the "Forest Bed" at Corton Cliff, Suffolk extrído de Geological Magazine ... 1883.) Ed. S. Austin & Sons, 3 p. 1883

- The Geology of England and Wales: With Notes on the Physical Features of the Country. Con Horace Bolingbroke Woodward, 2ª ed. de G. Philip & Son, 670 p. 1887

- The Vertebrata of the Pliocene Deposits of Britain 1891

- Memorials of J. Gunn ... Being Some Account of the Cromer Forest Bed and Its Fossil Mammalia, and of the Associated Strata in the Cliffs of Norfolk and Suffolk: from the MS. Notes of ... J.G. With a Memoir of the Author. Edited by H.B. Woodward ... With the Assistance of E.T. Newton. Con John Gunn (F.G.S.) y Horace Bolinbroke Woodward. Ed. W.A. Nudd, 120 p. 1891

- On the Remains of Amia from Oligocene Strata in the Isle of Wight. Ed. Geological Society, 10 p. 1899

- The Elk in the Thames Valley. Reimpreso de Geological Society, 10 p. 1903

- The Vertebrata of the Pliocene Deposits of Britain. Reeditó HardPress, 216 p. ISBN 131310132X, ISBN 9781313101325 2013

## Honores
- 1893: Medalla Lyell.

### Membresías
- 1873: F.G.S.
- 1885: F.Z.S.
- 1893: F.R.S[4]

- 1896 a 1898: presidente de la Asociación de Geólogos
- 1921 hasta 1928: presidente de la Sociedad [Paleontográfica[2]

- La abreviatura «E.T.Newton» se emplea para indicar a Edwin Tully Newton como autoridad en la descripción y clasificación científica de los vegetales.[5]

## Abreviatura (zoología)
La abreviatura E.T.Newton  se emplea para indicar a Edwin Tully Newton como autoridad en la descripción y taxonomía en zoología.